# 具嶋柚月
具嶋 柚月（ぐしま ゆづき、1995年10月2日 - ）は、セント・フォース所属のフリーアナウンサー。

## 来歴
立命館大学産業社会学部卒業後、2019年に山口朝日放送 (yab) に入社。情報番組・バラエティ番組を中心に活動した。
2022年にyabを退社後、とちぎテレビ (GYT) に移籍。報道番組を中心に活動する。
2023年にGYTを退社。TBSスパークルキャスター室（キャスト・プラス）に所属し、TBS NEWSのキャスターとして活動。2025年のキャスト・プラスのマネジメント事業終了に伴い、セント・フォースに移籍した（TBS NEWSのキャスターは継続中）。

## 出演番組

### 現在の出演番組
- TBS NEWS
- Good Luck! - ナレーション（とちぎテレビ）

### 過去の出演番組
山口朝日放送時代
- どき生らいぶ MC
- 土曜の目覚めはどき生てれび アシスタントMC

とちぎテレビ時代
- ナイトニュース9 キャスター
- イブ6プラス リポーター